# プジョー・プロローグ
プジョー・プロローグ (Peugeot Prologue) は2008年に発表されたプジョーのコンセプトカーである。

## 概要
プロローグは2008年10月のパリモーターショーで発表された。日産・キャシュカイのライバル車種にあたる3008の今後のデザインの方向性を示すコンセプトカーとなる。
プロローグはシトロエン・C4ピカソのMPVプラットフォームをベースとしており、オフロード寄りの4007と、家族向けの少し小型なステーションワゴンである308 SWの間に位置するモデルとなる。

### デザイン
プロローグのデザインは奇抜なものではなく、2000年代からのプジョーデザイン、大きなクロムグリルとアーモンド型のヘッドライトを採用している。

### パワートレイン
エンジンは2.0 L HDI FAPで、モーターを組み合わせたハイブリッドシステムを搭載しており、最高出力200 PS、CO2排出量は109 g/km。モーターのみでの走行も可能。
トランスミッションは電子制御6速MT。

## 参照
1. ↑  https://www.carmagazine.co.uk/car-news/first-official-pictures/peugeot/peugeot-prologue-concept-2008-first-photos/
2. ↑  https://www.netcarshow.com/peugeot/2008-prologue_hymotion4_concept/
3. ↑  Peugeot Prologue... (Mondial 2008) - La 3008 annoncée par un hybride - Concept-cars - Actualité automobile - LeQuotidienAuto.com at the Wayback Machine (archived 2008-09-18)
4. ↑  https://response.jp/article/2008/09/16/113768.html
5. ↑  http://www.autoconcept-reviews.com/cars_reviews/peugeot/peugeot-Prologue-Hymotion-4-Concept-2008/cars_reviews-peugeot-Prologue-Hymotion-4-concept-2008.html